# Patrick Roche
Patrick Roche (* 26. August 1989 in Gräfelfing) ist ein deutscher Synchronsprecher und Musiker, der unter anderem als deutsche Stimme von Kit Harington, Jeremy Allen White, Austin Butler, Sam Claflin, Dane DeHaan und Joe Jonas bekannt ist.

## Lebenslauf
Patrick Roche wuchs im Raum München auf. Sein Vater ist US-Amerikaner. Roche war schon im Alter von sechs Jahren als Sprecher tätig. Diese Tätigkeit konnte er nach einer zwischenzeitlichen Unterbrechung bis ins spätere Jugendlichen-Alter immer weiter ausbauen und machte nach der Schule die Synchronisation zu seiner Haupteinkommensquelle neben seiner Musik und der 2009 angefangenen Ausbildung zum Tontechniker.
Patrick Roche synchronisierte anfangs viele Rollen in Jugendserien, zum Beispiel den Part von David Henrie in Die Zauberer vom Waverly Place und Chris Warren Jr. in High School Musical, High School Musical 2 und High School Musical 3: Senior Year. Er ist bekannt für seine Synchronisation von Christopher Massey in der Serie Zoey 101. In den letzten Jahren ist er hauptsächlich als Synchronstimme von Jon Schnee in Game of Thrones bekannt.
Als Musiker agiert Roche als Sänger und Gitarrist der Münchner Bands Black Pudding und Trails (ehemals El Rancho). Für das Album Desert Lullabies, das 2017 erschien, flog die Band nach Texas, um mit Produzent Rick Del Castillo zu arbeiten. Des Weiteren war er als Gitarrist in der Gruppe One Cold Night tätig.
Patrick Roche begann im Alter von 18 Jahren professionell zu singen und ist seitdem auch als Studiosänger tätig.

## Synchronisation (Auswahl)
Alex Pettyfer
- 2011: Beastly als Kyle Kingson / Hunter
- 2011: Ich bin Nummer Vier als John Smith / Daniel Jones / Nummer Vier
- 2011: In Time – Deine Zeit läuft ab als Fortis
- 2012: Magic Mike als Adam
- 2014: Endless Love als David Elliot

Dane DeHaan
- 2010: Patricia Cornwell – Undercover als Cal Tradd
- 2013: Kill Your Darlings – Junge Wilde als Lucien Carr
- 2014: Life After Beth als Zack Orfman
- 2016: Two Lovers and a Bear als Roman
- 2017: Tulpenfieber als Jan van Loos

Austin Butler
- 2016: Yoga Hosers als Hunter Calloway
- 2019: Once Upon a Time in Hollywood als Charles „Tex“ Watson
- 2022: Elvis als Elvis Presley
- 2024: Dune: Part Two als Feyd Rautha

Sam Claflin
- 2013: Die Tribute von Panem – Catching Fire als Finnick Odair
- 2014: Die Tribute von Panem – Mockingjay Teil 1 als Finnick Odair
- 2015: Die Tribute von Panem – Mockingjay Teil 2 als Finnick Odair
- 2016: Ein ganzes halbes Jahr als William „Will“ Traynor
- 2020: 3 Engel für Charlie als Alexander Brock
- 2020: Enola Holmes als Mycroft Holmes

### Filme
- 2001: Jamie Waylett in Harry Potter und der Stein der Weisen als Vincent Crabbe
- 2006: Chris Warren Jr. in High School Musical als Zeke Baylor
- 2007: Chris Warren Jr. in High School Musical 2 als Zeke Baylor
- 2007: Joe Jonas in Jonas Brothers: Eine Band lebt ihren Traum als Joe Jonas
- 2007: Drew Tyler Bell in Wintersonnenwende – Die Jagd nach den sechs Zeichen des Lichts als James Stanton
- 2007: Robbie Jarvis in Harry Potter und der Orden des Phönix als James Potter (jung)
- 2008: Chris Warren Jr. in High School Musical 3: Senior Year als Zeke Baylor
- 2008: Joe Jonas in Camp Rock als Shane Gray
- 2008: Justin Chon in Twilight – Biss zum Morgengrauen als Eric Yorkie
- 2008: Nicholas Braun in Minutemen – Schüler auf Zeitreise als Zeke Thompson
- 2008: in Prinzessin Lillifee als Snowflake
- 2009: David Henrie in Die Entführung meines Vaters als Wheeze
- 2009: Justin Chon in New Moon – Biss zur Mittagsstunde als Eric Yorkie
- 2009: Xavier Dolan in I Killed My Mother als Hubert
- 2009: Logan Lerman in Gamer als Simon
- 2009: Bee Vang in Gran Torino als Thao
- 2009: Hunter Parrish in 17 Again – Back to High School als Stan
- 2009: Robert Adamson in Prinzessinnen Schutzprogramm als Donny
- 2009: Robert Knox in Harry Potter und der Halbblutprinz als Marcus Belby
- 2010: Joe Jonas in Camp Rock 2: The Final Jam als Shane Gray
- 2010: Justin Chon in Eclipse – Biss zum Abendrot als Eric Yorkie
- 2010: Xavier Dolan in Herzensbrecher als Francis
- 2010: Eddie Redmayne in Die Säulen der Erde als Jack Jackson
- 2010: Lucas Till in Spy Daddy als Larry
- 2011: Justin Chon in Breaking Dawn – Biss zum Ende der Nacht, Teil 1 als Eric Yorkie
- 2011: Logan Lerman in Die drei Musketiere als D’Artagnan
- 2011: Adam Hicks in Lemonade Mouth – Die Geschichte einer Band als Wen Gifford
- 2011: Max Irons in Red Riding Hood – Unter dem Wolfsmond als Henry Lazar
- 2011: Josh Hutcherson in Detention – Nachsitzen kann tödlich sein als Clapton Davis
- 2012: Jacob Wysocki in Pitch Perfect als Justin
- 2013: Justin Chon in 21 & Over als Jeff Chang
- 2013: Xavier Dolan in Sag nicht, wer du bist! als Tom
- 2013: Max Irons in Seelen als Jared Howe
- 2013: John Bell in Der Hobbit: Smaugs Einöde als Bain
- 2014: Kit Harington in Pompeii als Milo
- 2014: John Bell in Der Hobbit: Die Schlacht der Fünf Heere als Bain
- 2014: Ansel Elgort in Das Schicksal ist ein mieser Verräter als Augustus Waters
- 2014: Jamie Blackley in Wenn ich bleibe als Adam Wilde
- 2014: John Karna in Der Zufrühkommer als Rob
- 2014: Logan Lerman in Noah als Ham
- 2015: Kit Harington in Spooks – Verräter in den eigenen Reihen als Will Holloway
- 2015: Luke Grimes in American Sniper als Marc Lee
- 2015: Max Irons in Die Frau in Gold als Frederick Altmann
- 2015: Kev Adams in Aladin – Tausendundeiner lacht! als Sam / Aladin
- 2016: Akiva Schaffer in Popstar: Never Stop Never Stopping als Lawrence Dunn
- 2018: Kev Adams in Aladin – Wunderlampe vs. Armleuchter als Sam / Prinz Aladin
- 2018: Callum Turner in Phantastische Tierwesen: Grindelwalds Verbrechen als Theseus Scamander
- 2019: Steven McRae in Cats als Skimble von der Eisenbahn
- 2020: Stephan James in 21 Bridges als Michael Trujillo
- 2020: Miles Barrow in Jingle Jangle Journey: Abenteuerliche Weihnachten! als Gustafson (jung)
- 2021: Kit Harington in Eternals als Dane Whitman

### Serien
- 2005–2009: Christopher Massey in Zoey 101 als Michael Barret
- 2006: Will Denton in Kidnapped – 13 Tage Hoffnung als Leopold „Leo“ Cain
- 2006: Robbie Amell in Runaway als Stephen
- 2007–2012: Zachary Booth in Damages – Im Netz der Macht als Michael Hewes
- 2008: Joe Jonas in Hannah Montana als Joe Jonas
- 2008–2012: David Henrie in Die Zauberer vom Waverly Place als Justin Russo
- 2009: Miyu Irino in One Piece als Jiroh
- 2009–2010: Joe Jonas in JONAS – Die Serie als Joe Lucas
- 2009–2011: Drew Roy in Hannah Montana als Jesse
- 2009–2012: Adam Hicks in Zeke und Luther als Luther Waffles
- 2010: in Marsupilami als Hektor
- 2010: Nobuyuki Hiyama in Highschool of the Dead als Kōta Hirano
- 2011–2019: Kit Harington in Game of Thrones als Jon Schnee
- 2012–2013: Adam Hicks in Pair of Kings – Die Königsbrüder als König Boz
- 2012–2021: Jeremy Allen White in Shameless als Phillip „Lip“ Gallagher
- 2013–2014: Jacob Artist in Glee als Jake Puckerman
- 2013–2016: Colton Haynes in Arrow als Roy William Harper Jr.
- 2013–2018: Nathan Parsons in The Originals als Jackson Kenner
- 2014: Thomas McDonell in The 100 als Finn Collins
- 2015: Ebon Moss-Bachrach in Law & Order: Trial by Jury als Danny Wallace
- 2016: Jorge López in Soy Luna als Ramiro Ponce
- 2016–2020: Jordan Patrick Smith in Vikings als Ubbe Lothbrok
- 2016–2022: Steven Strait in The Expanse als James „Jim“ Holden
- 2017-2024: David Berry in Outlander (Fernsehserie) als Lord John Grey
- 2018: in Rick and Morty
- 2018–2019: Nathan Parsons in Once Upon a Time – Es war einmal … als Hänsel/Jack/Nick Branson
- 2022–2024: Jeremy Allen White in The Bear: King of the Kitchen als Carmen „Carmy“ Berzatto
- 2024: Varun Dhawan in Citadel: Honey Bunny als Rahi

## Gesang
- 2008: Div. Rollen in Bunnytown
- 2008: Phineas und Ferb
- 2008: David Henrie in Studio Disney Channel: Beinah Live!
- seit 2008: Butters; div. Rollen in South Park
- 2009: Snowflake in Prinzessin Lillifee (Deutsch und Englisch)
- 2017: Captain Hook in Once Upon a Time – Es war einmal … („Das Lied in deinem Herzen“)
- 2018: Solist in World of Warcraft – Kriegsbringer: Jaina[3]
- 2019: Skimble von der Eisenbahn in Cats (2019)

## Musik
- 2005: Black Pudding; Sick Sad World
- 2007: El Rancho; Strangeland EP
- 2008: Black Pudding; A World Without You EP
- 2008: One Cold Night; To Revenge and Torture EP
- 2009: One Cold Night; Requiem EP
- 2012: El Rancho; The Black and White Sessions
- 2017: Trails; Desert Lullabies

## Hörbücher und Hörspiele (Auswahl)
- 2012 Arthur Conan Doyle: Der Ring des Thot (Gruselkabinett-Hörspielfolge 61 mit u. a. Christian Weygand), Titania Medien, ISBN 978-3-7857-4638-7[4] (Hörspiel)
- 2017 Xenia Jungwirth: Pforte der Finsternis (Hörbuch, gemeinsam mit Werner Uschkurat und Christoph Jablonka), Audible
- 2018 Agatha Christie: Das krumme Haus, der Hörverlag, ISBN 978-3-8445-2817-6 (Hörbuch)